# Willy Daniel
Willy Daniel (født 5. september 1942) var seminarielærer og sløjdskoleforstander.
Willy Daniel blev uddannet som maskinarbejder i 1962 og tog lærereksamen i 1970. Dernæst virkede han som lærer i Gentofte 1970-78, mens han studerede pædagogiske fag på Danmarks Lærerhøjskole afsluttet med cand.pæd.-graden i 1978, hvorefter Willy Daniel blev seminarielærer på Jonstrup Seminarium fra 1978 og indtil dette seminarium blev nedlagt, hvorefter han fortsatte på Blågård Seminarium indtil 1993, hvor han blev udnævnt til forstander for Dansk Sløjdlærerskole. Efter en ulykke i 1999 gik han på sygeorlov og blev officielt pensioneret i 2001.
Willy Daniel var aktiv i Læreruddannelsens Sløjdlærerforening og har været med til at præge især det fagligmetodiske og pædagogiske indhold i sløjdlæreruddannelsen, og han har været med ved etableringen af cand.pæd.- og PD-uddannelserne i materiel design (sløjd m.v.).
I 1999 flyttede han fra en stor villa i Gentofte til en luksusbolig ved Københavns havn. Han er gift og har fire børn. Han var aktiv sløjder i pensionistgruppen på Dansk Sløjdlærerskole.